# Xylita laevigata
Xylita laevigata là một loài bọ cánh cứng trong họ Melandryidae. Loài này được Hellenius miêu tả khoa học năm 1786.